# La Clayette
La Clayette är en kommun i departementet Saône-et-Loire i regionen Bourgogne-Franche-Comté i östra Frankrike. Kommunen ligger i kantonen La Clayette som tillhör arrondissementet Charolles. År 2022 hade La Clayette 1 596 invånare.

## Befolkningsutveckling
Antalet invånare i kommunen La Clayette
| Referens: INSEE |